# 11821 Coleman
11821 Coleman este o planetă minoră (asteroid), cu un diametru de 7,444 km, din centura de asteroizi. A fost descoperită pe 6 martie 1981 la Observatorul Siding Spring de Schelte J. Bus. 
Obiectul prezintă o orbită caracterizată de o semiaxă mare de 3,0705699 UAi, o excentricitate de 0,05, o înclinație de 9,60596 ° în raport cu ecliptica.